# Joseph Matthäus Aigner
Pour les articles homonymes, voir Aigner.
Joseph Matthäus Aigner, né le 18 janvier 1818 à Vienne et y mort le 19 février 1886, est un portraitiste autrichien.

## Biographie
Fils d'un orfèvre, il apprend d'abord le métier de son père. Il étudie ensuite la peinture sous la direction de Friedrich von Amerling et Carl Rahl. Il peint des portraits de François-Joseph Ier d'Autriche et son épouse Elisabeth (Sissi), Franz Grillparzer, Friedrich Halm, Nikolaus Lenau, et Maximilien Ier du Mexique .
En 1847, il épouse l'actrice Fanny Matras (1828-1878).
En tant que commandant de la Légion académique pendant la Révolution autrichienne de 1848, Aigner est jugé en cour martiale pour haute trahison et condamné à mort. Cependant, le prince Alfred de Windisch-Graetz le gracie. En 1874 Aigner est admis dans une loge maçonnique. De 1883 à 1886, il est membre du conseil municipal de Vienne.
Selon le Ripley's Believe It or Not! (journal cartoon[pas clair] américain présentant des faits surprenants et inhabituels provenant du monde entier), un moine capucin inconnu aurait sauvé la vie d'Aignier à trois reprises : quand il a tenté de se pendre à l'âge de 18 et 22 ans et quand il a été condamné à mort.
Le peintre se suicide avec un pistolet à Vienne le 19 février 1886. On dit que ce moine aurait organisé ses funérailles. Joseph Matthäus Aigner a peint, au château de Neuschwanstein, des fresques dans le cabinet de travail de Louis II. Elles représentent la légende de Tannhaüser et le tournoi des chanteurs de la Wartbourg.
Une rue du 20e arrondissement de Vienne (Brigittenau) porte son nom.